# Aiways U6
L'AiwaysU6 est un SUV coupé électrique du constructeur automobile chinois Aiways produit à partir de 2022.
Le U6 sera le deuxième modèle tout électrique produit par la start-up chinoise Aiways. Il est basé sur le concept Aiways U6 ion présenté pour la première fois au salon de l'auto de Chengdu en Chine en juillet 2020, et il est entré en pré-production à l'usine Aiways de Shangrao en mai 2021.

## Production

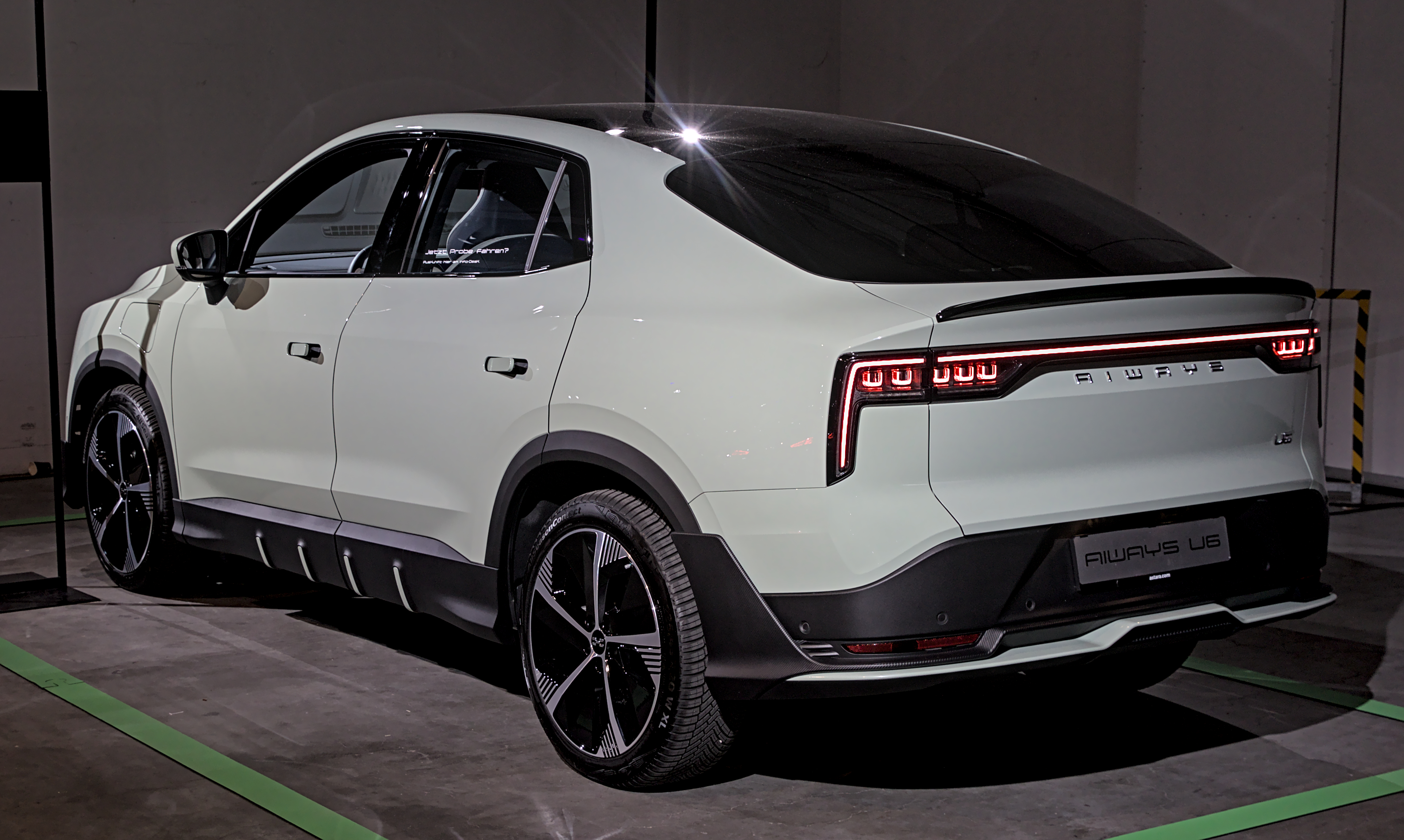
Vue de l'arrière

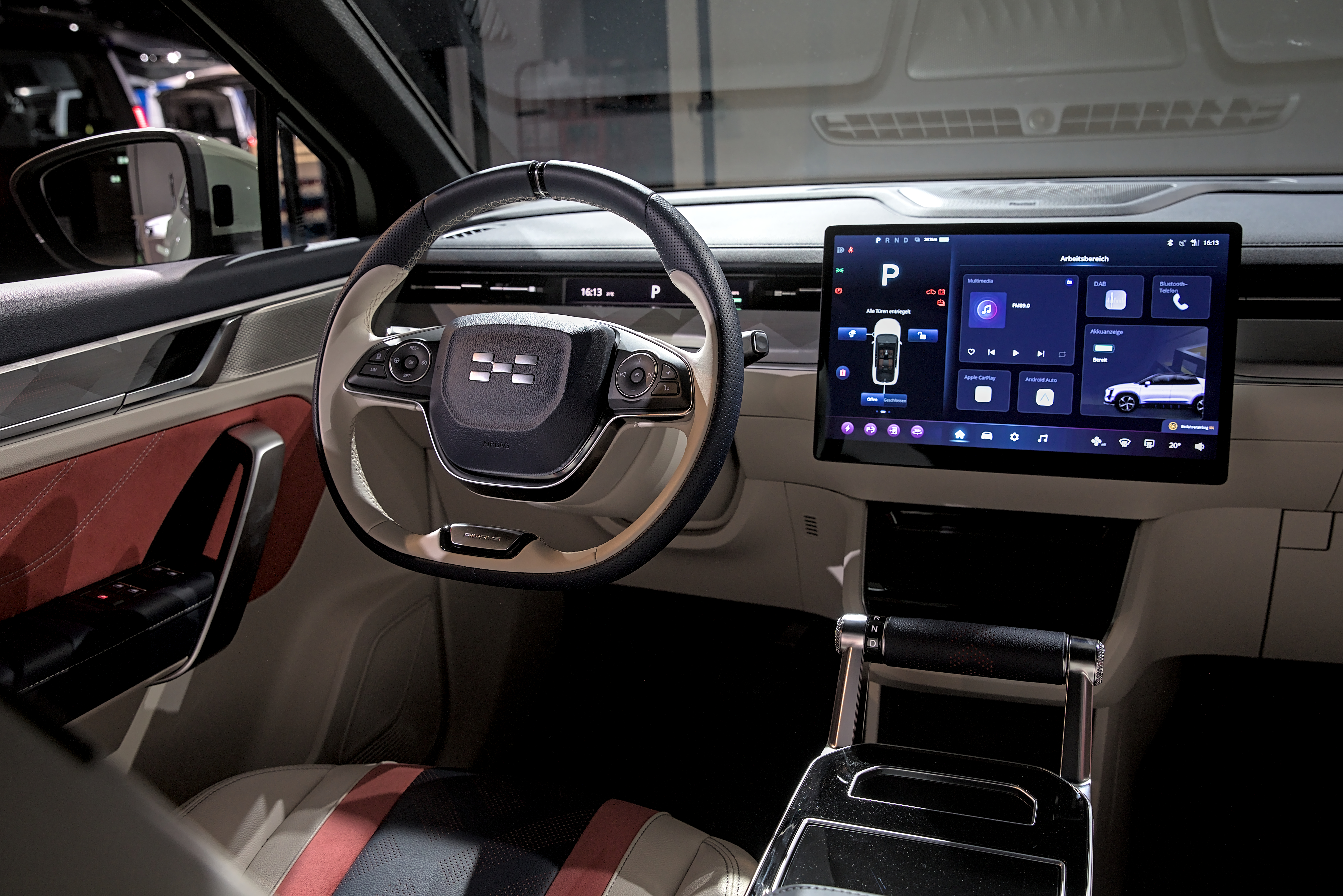
Intérieur

L'U6 sera produit dans l'usine Aiways de Shangrao, en Chine. La phase de pré-production a débuté en mai 2021. La production en série et la livraison pour le marché chinois sont prévues en 2021. La production des modèles européens commencera plus tard en 2021 et le lancement sur le marché européen débutera en 2022.[réf. nécessaire]

## Conception

### Ligne
La version de production de l'Aiways U6 conserve le toit panoramique en verre bombé du concept car U6 ion. L'U6 est la version coupé sportif du SUV U5. Il s'agit du deuxième véhicule Aiways à être construit sur la plate-forme More Adaptable Structure (MAS) de l'entreprise et il offrira des fonctionnalités telles que l'aide au stationnement à distance qui permet au conducteur d'utiliser son smartphone pour garer le U6 depuis près de 10 mètres.

## Caractéristiques techniques

### Batterie
L'U6 est disponible avec trois capacités de batteries différentes. Le premier pack est celui du SUV U5 d'une capacité de 63 kWh, l'intermédiaire bénéficie de 72 kWh et les versions haut de gamme profite de 88 kWh de capacité.

## Garantie et entretien
Le nouveau Aiways U6 devrait être offert avec la même garantie et la même expérience d'entretien que le U5, qui est accompagné d'une garantie constructeur de cinq ans ou 150 000 km.
En Europe, l'après-vente et le service après-vente devraient également être assurés par des partenaires nationaux.